# George Howard (7. hrabia Carlisle)
George William Frederick Howard, 7. hrabia Carlisle KG (ur. 18 kwietnia 1802 w Londynie, zm. 5 grudnia 1864 w zamku Howard w Yorkshire) – brytyjski arystokrata i polityk, członek stronnictwa wigów, minister w rządach lorda Melbourne’a i lorda Johna Russella.
Był najstarszym synem George’a Howarda, 6. hrabiego Carlisle, i lady Georgiany Cavendish, córki 5. księcia Devonshire. Wykształcenie odebrał w Eton College oraz w Christ Church na Uniwersytecie Oksfordzkim. Dał się poznać jako zdolny poeta. W 1821 r. za swoją poezję w języku angielskim i po łacinie uzyskał nagrody Kanclerza Uniwersytetu i Newdigate'a.
Od 1825 r. nosił tytuł grzecznościowy „wicehrabiego Morpeth”. W 1826 r. towarzyszył swojemu wujowi, księciu Devonshire, w podróży do Rosji na koronację cara Mikołaja I. W późniejszych latach Morpeth bronił cara na forum Izby Gmin przed atakami innych deputowanych, kiedy car stłumił powstanie listopadowe.
Również w 1826 r. Morpeth uzyskał mandat parlamentarny z okręgu Morpeth. Swoją pierwszą mowę w parlamencie wygłosił na poparcie projektu ustawy o zniesieniu dyskryminacji katolików. Morpeth działał również na rzecz równouprawnienia Żydów. W 1830 r. zmienił okręg na okręg wyborczy Yorkshire. Po likwidacji tego okręgu w 1832 r. reprezentował okręg wyborczy West Riding of Yorkshire.
W 1835 r. został Głównym Sekretarzem Irlandii i sprawował to stanowisko do upadku wigowskiego rządu w 1841 r., przeprowadzając w tym czasie wiele reform w Irlandii. W tym samym roku przegrał wybory parlamentarne. Do Izby Gmin powrócił w 1846 r., ponownie reprezentując West Riding of Yorkshire. W rządzie Johna Russella otrzymał stanowisko pierwszego komisarza ds. lasów. Po śmierci ojca w 1848 r. odziedziczył tytuł 7. hrabiego Carlisle i zasiadł w Izbie Lordów. W latach 1850–1852 był Kanclerzem Księstwa Lancaster. W latach 1855–1858 i 1859–1864 był lordem namiestnikiem Irlandii. W 1855 r. otrzymał Order Podwiązki.
Nigdy się nie ożenił i nie pozostawił potomstwa. Po jego śmierci w 1864 r. tytuły parowskie odziedziczył jego młodszy brat, William.